# Euproctis fulvobrunnea
Euproctis fulvobrunnea är en fjärilsart som beskrevs av Collenette 1932. Euproctis fulvobrunnea ingår i släktet Euproctis och familjen tofsspinnare. Inga underarter finns listade i Catalogue of Life.